# École de Gwangju Inhwa
L'école de Gwangju Inhwa (en coréen : 광주인화교) a été créée pour accueillir des enfants sourds. Elle se situe à Gwangju, à 330 km au Sud de Séoul. Entre les murs de cette école, plusieurs actes de viols et meurtres ont été dénoncés à la police, et l'affaire a été prise en charge par la grande cour de justice de la région.

## Différentes agressions au sein de l'école
Ces actes ont été dénoncés, en 2005, par un nouvel enseignant arrivant dans cette école constituée de 72 élèves sourds. Le directeur aurait violé une petite fille dans son bureau. Un agent administratif aurait fait des attouchements à un étudiant de 22 ans. Un agent travaillant dans l'école aurait violé deux jeunes garçons de 7 et 9 ans ; de plus il aurait embrassé une fille de 9 ans.

## Ré-investigations
Une ré-investigation a été faite par une équipe de 15 personnes (5 détectives de l'unité d'enquête criminelle et 10 agents de la police locale), pour essayer d'obtenir des informations sur les possibles tentatives de pressions qu'aurait peut-être pu subir la mairie de Gwangju, le district, les bureaux de l'éducation et d'autres agences gouvernementales, qui auraient pu être impliquées en tentant de dissuader le plus de personnes possible de dire la vérité sur ces agressions voire en cachant certaines agressions. Pendant les ré-investigations, la police a arrêté les professeurs.

## Culture
Cette affaire a inspiré l'écrivaine sud-coréenne Gong Ji-young pour son roman Les Enfants du silence (도가니), publié en 2009,. Ce livre est adapté au grand écran sud-coréen sous le titre Silenced (도가니) de Hwang Dong-hyeok, en 2011.